# وبعد
وبعد (بالفرنسية: ...Et après)‏ هي رواية للكاتب الفرنسي غيوم ميسو نُشرت سنة 2004، وهي الرواية الأولى له التي تُترجم إلى العربية. 
تُرجمت الرواية إلى أكثر من عشرين لغة وتحولت إلى فيلم بالاسم نفسه سنة 2008.
هي رواية عن الحب والعلاقات الإنسانية، والخوف من الموت، والحيرة أمام ما لا يمكن تفسيره.

## القصة
كان عمره ثمان سنوات عندما غطس «ناثان» في بحيرة متجلّدة لمساعدة صديقته، وصل إلى شفير الموت وتوقف قلبه. لكن بعكس كل التوقعات عاد إلى الحياة، بعد 20 سنة أصبح ناثان واحداً من المحامين اللامعين، ونسى كل ما يتعلق بتلك الحادثة. والبنت التي أنقذها من الموت صارت زوجته التي أحبّها بشغف، ورغم أنها تركته إلا أنه لا يزال يشتاق إليها كثيرا. لم يكن ناثان يعرف أن الذين يعودون من الجانب الآخر للحياة لا يبقون كما كانوا. وهاهو اليوم، وهو يعيش حياة النجاح والشهرة والمال، جاء الوقت لكى يعرف لماذا عاد.

## روابط خارجية
- «وبعد» على موقع goodreads.com